# Cedar Lake (Petawawa River)
Der Cedar Lake ist ein See im Nordosten der kanadischen Provinz Ontario. 

## Lage
Er liegt im Nipissing District und im Algonquin Provincial Park, einem der größten Naturparks der Erde. Der See ist für Kanufahrten populär. Die Gemeinde Brent liegt am Ufer des Sees. Der Nipissing River fließt in den See und der Petawawa River hindurch.